# باب الكيسة
باب حصن سعدون هي من أبواب مدينة فاس التاريخية، وهو أصل باب الݣيسة الحالي (باب عجيسة)، والمكان الذي بُني فيه هذا الباب هو مكان قوس ساباط حومة الحفارين فوق رحبة الزرع القديمة. أسس الباب الأمير المغراوي عجيسة بن دوناس زمن خلافه مع شقيقه الفتوح بن دوناس.